# El Comercio (barrio)
El Comercio es una localidad española del municipio de Villanueva de Gállego, perteneciente a la provincia de Zaragoza, en la comunidad autónoma de Aragón. Se encuentra entre Villanueva de Gállego y San Juan de Mozarrifar, ya cruzadas las vías del  ferrocarril Madrid-Barcelona. Tradicionalmente se utiliza el Camino de la Cabañera del Merzalar, al que se accede mediante el Paso del Merzalar (puente sobre las vías del tren) a la altura de la Balsa de las Pesqueras, situadas en el Camino del Olivar (Camino de las piscinas viejas de Villanueva de Gállego). 

Tradicionalmente ha sido un barrio de trabajados: tanto como las fábricas papeleras como la del Batán o trabajadores del campo, asentados en las distintas Torres que estaban a cargo de un terrateniente.

## Historia
Esta entidad menor tiene su origen en la población dispersa llamada antiguamente "Merzalar", donde había una ermita con este nombre. En el siglo XV está datada la existencia de un molino papelero, base de lo que después sería la Real Compañía de Comercio que se instaló en Villanueva hacia 1750. El barrio estaba compuesto por dos fábricas: La Blanca y La Zaragozana. Hacia 1800 eran propiedad de Félix Monje, impresor de libros en Zaragoza, trabajaban en ellas unas 50 personas entre oficiales, papeleros, mantenimiento y contaba con tienda, capilla y alguna que otra dependencia aneja.
Madoz menciona que las fábricas del Comercio eran propiedad de los hermanos Ángel y Pascual Polo Monge y se titulaban "La Blanca" y "La Zaragozana". Su especialidad consistía en la fabricación de papel blanco de mano para impresión. La Zaragozana poseía una máquina de seis cilindros los cuales, en 24 horas, reducían a pasta de 50 a 60 áreas de trapo, dando por cada minuto 30 pies de papel. Por su espléndida vega se distribuían varias casas de campo o torres en las que vivían al menos un tercio de la población del término municipal.
A finales del siglo XIX su último propietario, Santiago Canti, transformó el barrio en una "colonia" donde los obreros de las fábricas poseían una pequeña casa con su huerto anejo y además, para el tiempo libre, podían disponer de un "casino". A principios del siglo XX Papelera Española se hizo cargo de la empresa, y hacia 1910 las fábricas del Comercio cerraron. Hoy día tan sólo queda alguna casita de los obreros y otras construcciones modernas.

## Estructura de la localidad[1]

### Núcleo principal
La localidad se estructura principalmente en una única calle, denominada "Calle del Bº El Comercio". Alrededor de esta calle se encuentran las distintas casas y corrales de la localidad, algunos ya abandonados. La primera parte del pueblo, la más cercana a Villanueva, posee un acceso sobre la acequia del Cascajo. Conforme se sigue avanzando en dirección hacia San Juan, se observa una curva que desvía el trayecto hacia la izquierda por unos metros hasta que se vuelve a enderezar. El camino continúa en línea recta hacia San Juan. 
Hay una pequeña intersección frente a la Residencia Lucero de Alba donde encontramos un puente que cruza la Acequia del Rabal en dirección a los campos situados en la ribera del Río Gállego. El camino a partir de dicha intersección está colindante en su lado izquierdo con la Acequia del Rabal. El núcleo poblacional principal acaba en una intersección: 
- Camino de la Cabañera, hacia el Paso del Merzalar (derecha)
- Camino del Barrio El Comercio, hacia San Juan (delante)
- Camino de la Cabañera, en dirección al Azúd de Urdán (izquierda)
- Camino del Barrio El Comercio, hacia el centro de la localidad de El Comercio (detrás)

### Otros núcleos de población
La población del El Comercio, se aglutina en un núcleo en torno a la Calle Bº El Comercio; aunque en este núcleo sólo se encuentran empadronadas alrededor de la mitad de las personas.

#### El Batán
Lugar poblado desde el siglo XVI, en el que se encontraría ya en tiempos modernos la fábrica papelera del El Batán de las Navas. Se encuentra cercano a la Torre Lindar.

#### Torres
Estos eran caseríos de propietarios de las tierras circundantes que administraban desde las mismas. Se destaca la Torre Lindar por su cercanía al Bº El Comercio y su posterior fábrica papelera.
La Torre Lindar, perteneciente al conde Aranda, consta de su existencia desde el siglo XII. Junto a esta Torre, se edificará posteriormente, en época moderna, El Batán; que fue una de las muchas papeleras de Villanueva de Gállego que cerraron en el siglo XX.

#### Diseminados
Aun así, a lo largo del Camino "Barrio El Comercio" se encuentran diversas edificaciones modernas donde actualmente vive gente. Se tratan de chaletes modernos al borde de la carretera de "El Comercio".

## Lugares de interés
Un lugar para destacar son las antiguas escuelas de "El Comercio" actualmente abandonadas. Estas escuelas se encuentran a las afueras, en dirección hacia San Juan de Mozarrifar, a la altura del Paso del Merzalar.
Se puede destacar el único ente que ofrece servicios al público, que es la Residencia Lucero de Alba. Se encuentra en la zona más cercana al centro de la población.

## Demografía
En 2023 la entidad singular de población de El Comercio tenía empadronados 67 habitantes y el núcleo de población 38 habitantes.